# Nikolai Semjonowitsch Simjatow
Nikolai Semjonowitsch Simjatow (russisch Николай Семёнович Зимятов; * 28. Juni 1955 in Rumjanzewo, Oblast Moskau) ist ein ehemaliger russischer Skilangläufer, der für die Sowjetunion startete.

## Werdegang
Simjatow, der für den Spartak Moskau startete, trat international erstmals bei den Europa-Juniorenmeisterschaften 1975 in Lieto in Erscheinung. Dort gewann er die Silbermedaille über 15 km. Bei den Lahti Ski Games 1977 wurde er Dritter mit der Staffel. Im folgenden Jahr holte er bei den Weltmeisterschaften in Lahti die Silbermedaille über 30 km. Zudem errang er dort den fünften Platz über 15 km und den vierten Platz mit der Staffel. Im Jahr 1979 belegte er bei den Svenska Skidspelen über 30 km und bei den Lahti Ski Games über 15 km jeweils den zweiten Platz. Bei den Olympischen Winterspielen 1980 in Lake Placid gewann er über 30 km, 50 km und mit der Staffel jeweils die Goldmedaille. Im Rennen über 15 km kam er auf den vierten Platz. Im März 1982 startete er in Kastelruth erstmals im Skilanglauf-Weltcup und errang dabei den 20. Platz über 15 km. In der Saison 1982/83 kam er im Weltcup mit vier Top-Zehn-Platzierungen auf den neunten Rang im Gesamtweltcup. Im Jahr 1983 triumphierte er bei den Svenska Skidspelen mit der Staffel. Zu Beginn der Saison 1983/84 holte er in Reit im Winkl über 15 km seinen ersten Weltcupsieg. Beim Saisonhöhepunkt den Olympischen Winterspielen 1984 in Sarajevo holte er die Silbermedaille mit der Staffel und die Goldmedaille über 30 km. Zudem errang er dort den 13. Platz über 50 km und den sechsten Platz über 15 km. Im selben Jahr wurde er mit dem Orden der Völkerfreundschaft ausgezeichnet. Die Weltcupsaison beendete er auf dem sechsten Platz im Gesamtweltcup. Bei den Weltmeisterschaften 1985 in Seefeld in Tirol gelang ihn der 17. Platz über 30 km, der achte Rang über 15 km und der sechste Platz mit der Staffel. Sein letztes Weltcuprennen absolvierte er im Januar 1988 in Kawgolowo, welches er auf dem 11. Platz über 30 km klassisch beendete. Bei sowjetischen Meisterschaften siegte er viermal über 30 km (1978–1980, 1984), dreimal mit der Staffel (1978, 1982, 1984) und einmal über 15 km (1979). Nach seiner Karriere als Skilangläufer trainierte er im Jahr 2002 die russische Skilanglauf-Olympiamannschaft.

## Weltcupsiege im Einzel
| Nr. | Datum             | Ort           | Disziplin               |
| --- | ----------------- | ------------- | ----------------------- |
| 1.  | 10. Dezember 1983 | Reit im Winkl | 15 km Individualstart   |
| 2.  | 10. Februar 1984  | Sarajevo      | 30 km Individualstart 1 |